# Bear Creek Township (comté de Hancock, Illinois)
Bear Creek Township est un township du comté de Hancock dans l'Illinois, aux États-Unis,. 

## Source de la traduction
- (en) Cet article est partiellement ou en totalité issu de l’article de Wikipédia en anglais intitulé « Bear Creek Township, Hancock County, Illinois » (voir la liste des auteurs).